# Vilhivți-Lazî, Teceu
Vilhivți-Lazî (în ucraineană Вільхівці-Лази) este localitatea de reședință a comunei Vilhivți-Lazî din raionul Teceu, regiunea Transcarpatia, Ucraina.

## Demografie
Componența lingvistică a localității Vilhivți-Lazî
     Ucraineană (99,66%)
     Alte limbi (0,34%)
Conform recensământului din 2001, majoritatea populației localității Vilhivți-Lazî era vorbitoare de ucraineană (99,66%), existând în minoritate și vorbitori de alte limbi.